# 1988년 하계 올림픽 나이지리아 선수단
1988년 하계 올림픽 나이지리아 선수단은 대한민국 서울에서 개최된 1988년 하계 올림픽에 참가한 올림픽 나이지리아 선수단이다.

## 출전 선수
| 종목   | 남자 | 여자 | 전체 |
| ------ | ---- | ---- | ---- |
| 육상   | 17   | 6    | 23   |
| 복싱   | 7    | –    | 7    |
| 축구   | 17   | –    | 17   |
| 유도   | 3    | –    | 3    |
| 탁구   | 4    | 2    | 6    |
| 테니스 | 3    | 0    | 3    |
| 역도   | 4    | –    | 4    |
| 레슬링 | 6    | –    | 6    |
| 전체   | 62   | 8    | 70   |

## 같이 보기
- 올림픽 나이지리아 선수단